# Římskokatolická farnost Nosislav
Římskokatolická farnost Nosislav je územní společenství římských katolíků s farním kostelem svatého Jakuba staršího v městysu Nosislav v děkanství šlapanickém.

## Historie farnosti
Historie farnosti je spojena s kostelem sv. Jakuba Staršího, jednoho z mála opevněných kostelů na jižní Moravě, který v první polovině 16. století tvořil obranný celek s nedalekou vodní tvrzí. Fara byla postavena vedle kostela, v roce 1643 vyhořela po úderu bleskem do věže kostela, následně byla opravena.

## Duchovní správci
Administrátorem excurrendo je od 1. srpna 2009 P. Paweł Cebula, farář z Židlochovic. Jako výpomocný duchovní zde působil také P. Jindřich Petrucha. Jako kaplan zde také působí P. Bohumil Urbánek. Pawła Cebulu vystřídal 1. srpna 2025 P. Jan Nekuda.

## Bohoslužby
| Kostel                         | Místo    | Bohoslužba (den)                           | Hodina                     | Poznámka                                                      |
| ------------------------------ | -------- | ------------------------------------------ | -------------------------- | ------------------------------------------------------------- |
| kostel svatého Jakuba staršího | Nosislav | neděle pondělí středa čtvrtek pátek sobota | 8.30 8.00 17.00 nebo 18.00 | farní kostel, odpolední bohoslužby během letního času v 18.00 |

## Aktivity ve farnosti
Na přelomu 20. a 21. století byly na farním kostele provedeny rozsáhlé opravy jak v interiéru, tak i v exteriéru a na hradbách, a to vše v rozsahu několika milionů korun. Nezanedbatelná část stavebních prací provedli farníci formou brigádnické výpomoci.  V obci existuje také evangelický sbor, mezi věřícími obou vyznání panují dobré ekumenické vztahy. Zásluhu na tom měl mj. Leopold Benáček, nosislavský farář v letech 1963 až 1977.
Farnost se účastní akce tříkrálová sbírka. V roce 2025 se při ní vybralo 70 559 korun.
Na 17. červen připadá Den vzájemných modliteb farností za bohoslovce a bohoslovců za farnosti brněnské diecéze. Adorační den se koná nejbližší neděli po 27. září.